# Município de Xenia (condado de Greene, Ohio)
O município de Xenia (em inglês: Xenia Township) é um município localizado no condado de Greene no estado estadounidense de Ohio. No ano de 2010 tinha uma população de 6.537 habitantes e uma densidade populacional de 57,47 pessoas por km².

## Geografia
O município de Xenia encontra-se localizado nas coordenadas 39° 44′ 41″ N, 83° 56′ 55″ O. Segundo a Departamento do Censo dos Estados Unidos, o município tem uma superfície total de 113.75 km², da qual 113.02 km² correspondem a terra firme e (0.65%) 0.74 km² é água.

## Demografia
Segundo o censo de 2010, tinha 6.537 habitantes residindo no município de Xenia. A densidade populacional era de 57,47 hab./km². Dos 6.537 habitantes, o município de Xenia estava composto pelo 65.44% brancos, o 30.98% eram afroamericanos, o 0.37% eram amerindios, o 0.34% eram asiáticos, o 0.03% eram insulares do Pacífico, o 0.37% eram de outras raças e o 2.48% pertenciam a duas ou mais raças. Do total da população o 1.25% eram hispanos ou latinos de qualquer raça.